# Öratjärnarna (Ramsjö socken, Hälsingland)
Öratjärnarna är en sjö i Ljusdals kommun i Hälsingland och ingår i Ljusnans huvudavrinningsområde.